# بليناس
بلدية بليناس (بالإسبانية: Plenas) هي بلدية تقع في مقاطعة سرقسطة التابعة لمنطقة أراغون شمال شرق إسبانيا.

## الديموغرافيا
بلغ عدد سكان بلدية بليناس 135 نسمة عام 2011 (وفقاً للمعهد الوطني الإسباني للإحصاء).
| 167 | 155 | 139 | 117 | 113 | 125 | 135 |